# Leptocentrus neoalbonotatus
Leptocentrus neoalbonotatus är en insektsart som beskrevs av Mohammad och S. Ahmad 1989. Leptocentrus neoalbonotatus ingår i släktet Leptocentrus och familjen hornstritar. Inga underarter finns listade i Catalogue of Life.